# Heinz Spitzbart
Heinz Kurt Spitzbart (* 30. November 1930 in Leipzig; † 2. November 2008 in Erfurt) war ein deutscher Gynäkologe und Geburtshelfer.

## Leben und Wirken
Heinz Spitzbart wurde in der Universitätsfrauenklinik Leipzig geboren. Er wuchs in der Umgebung Leipzigs auf, wo er auch die Grundschule besuchte. 1949 legte Spitzbart in Leipzig sein Abitur ab. Danach studierte er von 1949 bis 1955 an der Universität Leipzig Medizin. Seine Pflichtassistentenzeit absolvierte Heinz Spitzbart an den Kreiskrankenhäusern Annaberg-Buchholz und Olbernhau. Am 1. April 1955 wurde er promoviert. Nach seiner Approbation vom 1. Mai 1956 war Spitzbart jeweils mehrere Monate am Bezirkshygieneinstitut Leipzig unter Georg Wildführ und der Universitätsfrauenklinik Rostock tätig. Von August 1957 bis September 1958 war er Assistenzarzt an der Frauenklinik der Medizinischen Akademie Erfurt. Danach wechselte er an die Universitäts-Frauenklinik Leipzig unter Norbert Aresin. Dort wurde Heinz Spitzbart zunächst Oberassistent, 1961 Oberarzt und später Leitender Oberarzt. Am 29. April 1964 wurde er habilitiert und am 1. Juli 1964 zum Dozenten ernannt. Am 1. September 1971 wurde er zum Ordentlichen Professor für Gynäkologie und Geburtshilfe an der Universität Leipzig berufen. Er leitete ab dem 8. April 1971, nach dem Tod von Norbert Aresin, kommissarisch die Frauenklinik bis zur Berufung von Karl Bilek am 1. April 1974 als neuem Direktor. Heinz Spitzbart war 1973 als Bewerber für den Lehrstuhl an der Medizinischen Akademie Dresden in der engeren Wahl. Er hospitierte jedoch im Jahr 1974 an der Universitätsfrauenklinik Halle sowie am Institut für Mikrobiologie der Friedrich-Schiller-Universität Jena, um schließlich am 1. Februar 1976 als Ordentlicher Professor für Gynäkologie und Geburtshilfe an die Frauenklinik der Medizinischen Akademie Erfurt unter ihrem damaligen Direktor Fritz Wagner berufen zu werden. 1980 wurde Spitzbart in den wissenschaftlichen Rat der Hochschule berufen und blieb auch nach der Wende nach geheimer Wahl im Jahr 1990 dessen Mitglied. Spitzbart leitete die Klinik als Teil der Hochschule bis zur Abwicklung der Medizinischen Hochschule Erfurt 1993. Danach führte er sie im jetzt zum Klinikum Erfurt GmbH umbenannten Klinikum bis zu seinem altersbedingten Ausscheiden am 31. März 1996 weiter. Sein Nachfolger wurde Udo Hoyme, unter dem er noch weiter infektiologische Sprechstunden abhielt. Außerdem war er zusammen mit Ernst-Reiner Weissenbacher in München wissenschaftlich tätig. Heinz Spitzbart verstarb 2008 kurz vor Vollendung seines 78. Lebensjahres.

## Würdigung
Die wissenschaftlichen Arbeitsschwerpunkte von Spitzbart lagen auf dem Gebiet der Biologie und Pathologie der Scheide, besonders der Pilzinfektionen und viralen Erkrankungen. Er galt als wichtigster Experte für gynäkologische Infektionen in der DDR.

## Mitgliedschaften
- Arbeitsgemeinschaft für Gynäkologische Mikrobiologie der Gesellschaft für Gynäkologie und Geburtshilfe der DDR (36 Jahre deren Vorsitzender)
- Arbeitsgemeinschaft Staphylokokken der Gesellschaft für Seuchenschutz
- Arbeitsgemeinschaft Trichomonaden der Parasitologische Gesellschaft
- Deutsche Gesellschaft für Mykologie
- Arbeitsgemeinschaft Zell- und Gewebezüchtung der Gesellschaft für Gynäkologie und Geburtshilfe der DDR
- Medizinisch-Wissenschaftliche Gesellschaft an der Medizinischen Akademie Erfurt.

## Ehrungen
1985 wurde Professor Spitzbart mit dem Titel Medizinalrat geehrt. Die European Society for Infectious Diseases in Obstetrics and Gynaecology verleiht seit 1996 den Heinz-Spitzbart-Preis für herausragende Arbeiten auf dem Gebiet der therapierelevanten, infektiologischen und immunologischen Forschung.

## Schriften (Auswahl)
Heinz Spitzbart publizierte 250 wissenschaftliche Arbeiten und Buchbeiträge und hielt etwa 400 wissenschaftliche Vorträge.
- Heinz Spitzbart: Über den Faktor P und das Vorkommen des Anti-P-Gehaltes im normalen menschlichen Serum. (Dissertation), Universität Leipzig 1954
- Heinz Spitzbart: Die sogenannten antibiotischen Substanzen der normalen Scheidenkeime und ihr Einfluß auf die pathologische Scheidenflora. (Habilitation), Universität Leipzig 1964
- Heinz Spitzbart, Anne Feldmann: Lehrbuch der Krankengymnastik in Gynäkologie und Geburtshilfe. J. A. Barth, Leipzig 1965
- Ernst R. Weissenbacher, Heinz Spitzbart: Mykosen in der Frauenheilkunde. Medifact Publ, München 2001
- Heinz Spitzbart, Joachim Holtorff, Siegfried Engel: Vulvitis - Kolpitis. JA Barth, Leipzig 1981
- Heinz Spitzbart: Physiotherapie in Gynäkologie und Geburtshilfe. J. A. Barth, Leipzig 1982
- Heinz Spitzbart: Infektionen mit humanen Papillomaviren. Medifact, München 1997, ISBN 3-929991-03-9